# جيم دافي
جيم دافي (بالإنجليزية: Jim Davie)‏ (7 سبتمبر 1922 في المملكة المتحدة - 31 يناير 1984 بغلاسكو في المملكة المتحدة) هو مدرب كرة قدم ولاعب كرة قدم بريطاني (وحمل سابقاً جنسية المملكة المتحدة لبريطانيا العظمى وأيرلندا) في مركز نصف الجناح. لعب مع بريستون نورث إيند وشروزبري تاون ونادي دمبرتون ونادي كيلمارنوك ونادي نورثامبتون تاون.